# Chalmette
Chalmette és una població dels Estats Units a l'estat de Louisiana. Segons el cens del 2000 tenia 32.069 habitants.

## Demografia
Segons el cens del 2000, Chalmette tenia 32.069 habitants, 12.321 habitatges, i 8.821 famílies. La densitat de població era de 1.686,9 habitants/km².
Dels 12.321 habitatges en un 31,8% hi vivien nens de menys de 18 anys, en un 52,3% hi vivien parelles casades, en un 14,7% dones solteres, i en un 28,4% no eren unitats familiars. En el 23,7% dels habitatges hi vivien persones soles el 10% de les quals corresponia a persones de 65 anys o més que vivien soles. El nombre mitjà de persones vivint en cada habitatge era de 2,57 i el nombre mitjà de persones que vivien en cada família era de 3,04.
Per edats la població es repartia de la següent manera: un 23,7% tenia menys de 18 anys, un 10% entre 18 i 24, un 28,1% entre 25 i 44, un 23,9% de 45 a 60 i un 14,3% 65 anys o més.
L'edat mediana era de 37 anys. Per cada 100 dones de 18 o més anys hi havia 91,1 homes.
La renda mediana per habitatge era de 36.699 $ i la renda mediana per família de 43.804 $. Els homes tenien una renda mediana de 33.916 $ mentre que les dones 24.896 $. La renda per capita de la població era de 17.480 $. Entorn del 9,2% de les famílies i el 12% de la població estaven per davall del llindar de pobresa.

## Poblacions més properes
El següent diagrama mostra les poblacions més properes.